# レイトンブラザーズ・ミステリールーム
『レイトンブラザーズ・ミステリールーム』 (LAYTON BROTHERS MYSTERY ROOM)は、レベルファイブから2012年9月21日より発売のiOS・Android用ソフトである。

## 概要
レイトン教授の息子、アルフェンディ・レイトンと、彼の助手で見習い分析官のルーシー・クレイラが、様々な事件を分析し、解決に導く推理ゲーム。
マップを直接移動するのではなく、「ミステリールーム」に再現した犯行現場から、タッチ操作により証拠を見つけ出したり、関係者の証言を集める事で事件を分析し、真相を解き明かす流れになっている。
当初はニンテンドーDS用ソフト『ミステリールーム』（アタマニアシリーズの第3弾）として2010年に発売予定だったが、2011年10月15日の「LEVEL 5 VISON 2011」で『レイトンシリーズ』の外伝的作品として、またレベルファイブ初となるiOS用ソフトとして発売されることが発表され、主人公2人も変更された。
iOS版発売後、2013年9月11日よりAndroid版が配信された。
本作のBGM担当に著名ゲームミュージックコンポーザーの古代祐三を起用している。

## 登場人物
アルフェンディ・レイトン
主人公。スコットランドヤードの事件分析官。父であるエルシャール・レイトンゆずりの鋭い洞察力と推理力を持っている。
悪い教官
犯罪者を目の前にした時に現れる、レイトンの第二の人格。
普段立っている前髪が下り（髪の色も通常より赤みがかったものになる）「殺すぞ」「上顎と下顎を溶接してやろうか」など、普段の彼とはかけ離れた凶暴な言動を見せるようになる。
その正体はレイトン本来の人格である。
ルーシー・クレイラ
見習い分析官。レイトンのことを「教官」と呼ぶ。
バートン警察署長
レイトンシリーズに登場した「バートン巡査」がスコットランドヤードの警察署長に昇進した姿。今までとは違い髪も白髪となっている。レイトンを事件分析官に署名したのも彼である。相変わらず食いしん坊のままである。
リャン副署長
スコットランドヤードの副署長でバートン署長の部下。
バルバラ・フォード
スコットランドヤードの勤務する鑑識。病弱なためいつも点滴をつけている。
ドーン・ドネガン
スコットランドヤードの勤務する捜査官。「捜査は足だ！」と豪語する。ある意味レイトンとは正反対の肉体派刑事。

## エピソード
- File No.0 〜序章〜
- File No.1 サンドイッチに挟まれた女
- File No.2 コソ泥と悪女と消えた凶器
- File No.3 舞台で女優を殺す理由
- File No.4 暴れる死体に気をつけろ
- File No.5 リクエストは殺人
- File No.6 さらば、愛しのギャング
- File No.7 地下室の少女
- File No.8 ラドモンド城の奇怪な殺人
- File No.9 殺人者アルフェンディ・レイトン

## 漫画
レイトンブラザーズ・ミステリールーム 完全犯罪のパズル
作者：闇鍋テルミン
2021年12月18日よりウェブコミック『マンガ5』にて連載。オリジナルストーリーを加えコミカライズ。